# Begonia acida
Espèce
Begonia acida est une espèce de plantes de la famille des Begoniaceae. Ce bégonia arbustif est originaire du Brésil.

## Description
C'est un bégonia vivace arbustif d'environ 50 cm de haut, à port compact. Il se développe à partir d'une sorte de rhizome. Les feuilles faiblement asymétriques sont d'un vert lumineux et de taille moyenne, presque rondes, dont le pourtour est légèrement découpé et dentelé. En surface elles sont rugueuses et garnies de courts poils épineux. Le revers et le pétiole sont couverts d'épais poils blancs ou roses.

Les inflorescences se développent de décembre à avril, portées par de longs pédoncules de plus de 60 cm qui se redressent avec la floraison. D'un blanc crème ou parfois légèrement rosé, les fleurs peuvent faire de 12 à 20 cm de diamètre environ, les fleurs mâles ayant quatre tépales et les femelles cinq. Les ailes du fruit sont blanches et l'une d'entre elles a la forme d'un œuf, beaucoup plus grande que les deux autres.

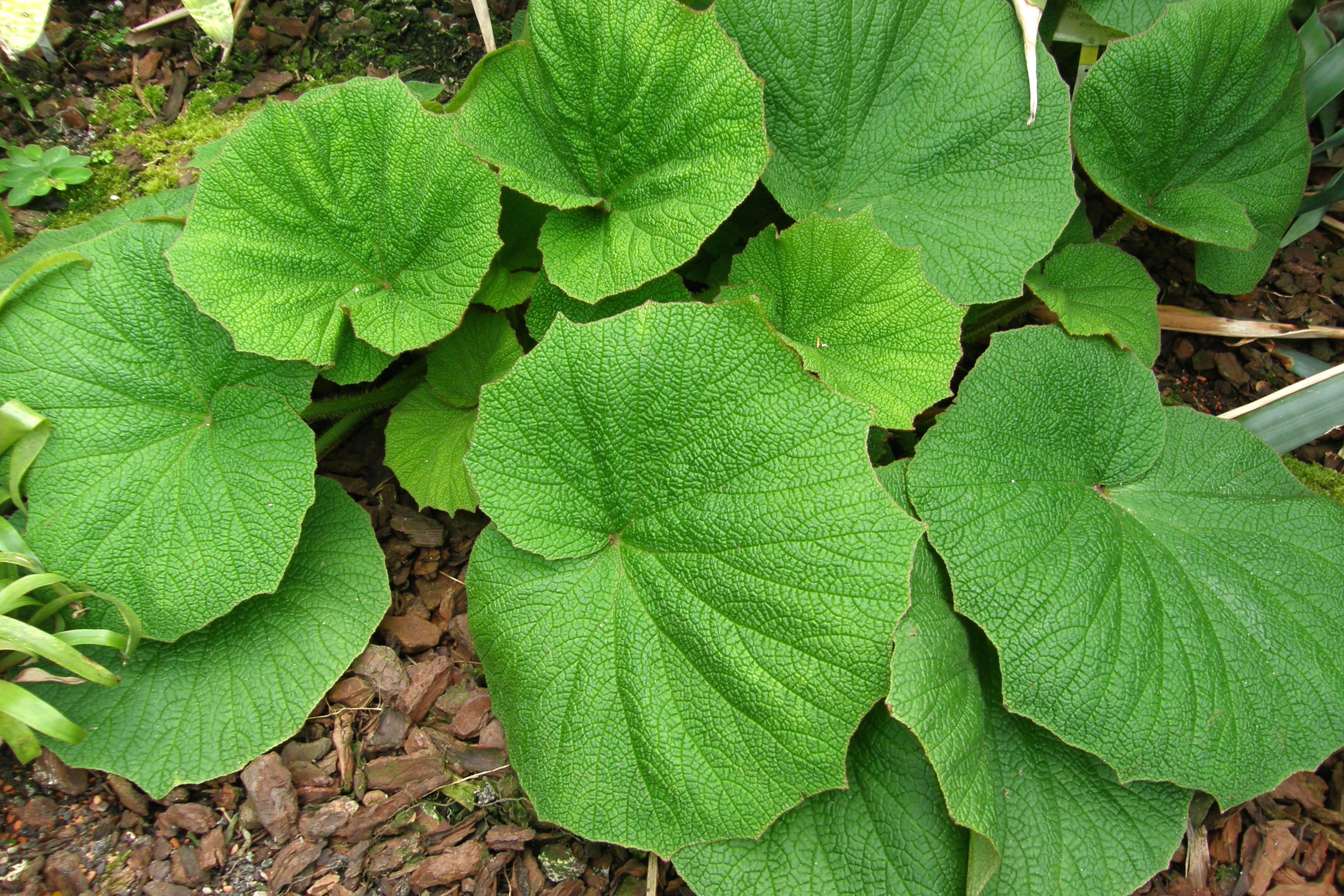
Feuillage d'une jeune plante cultivée en serre
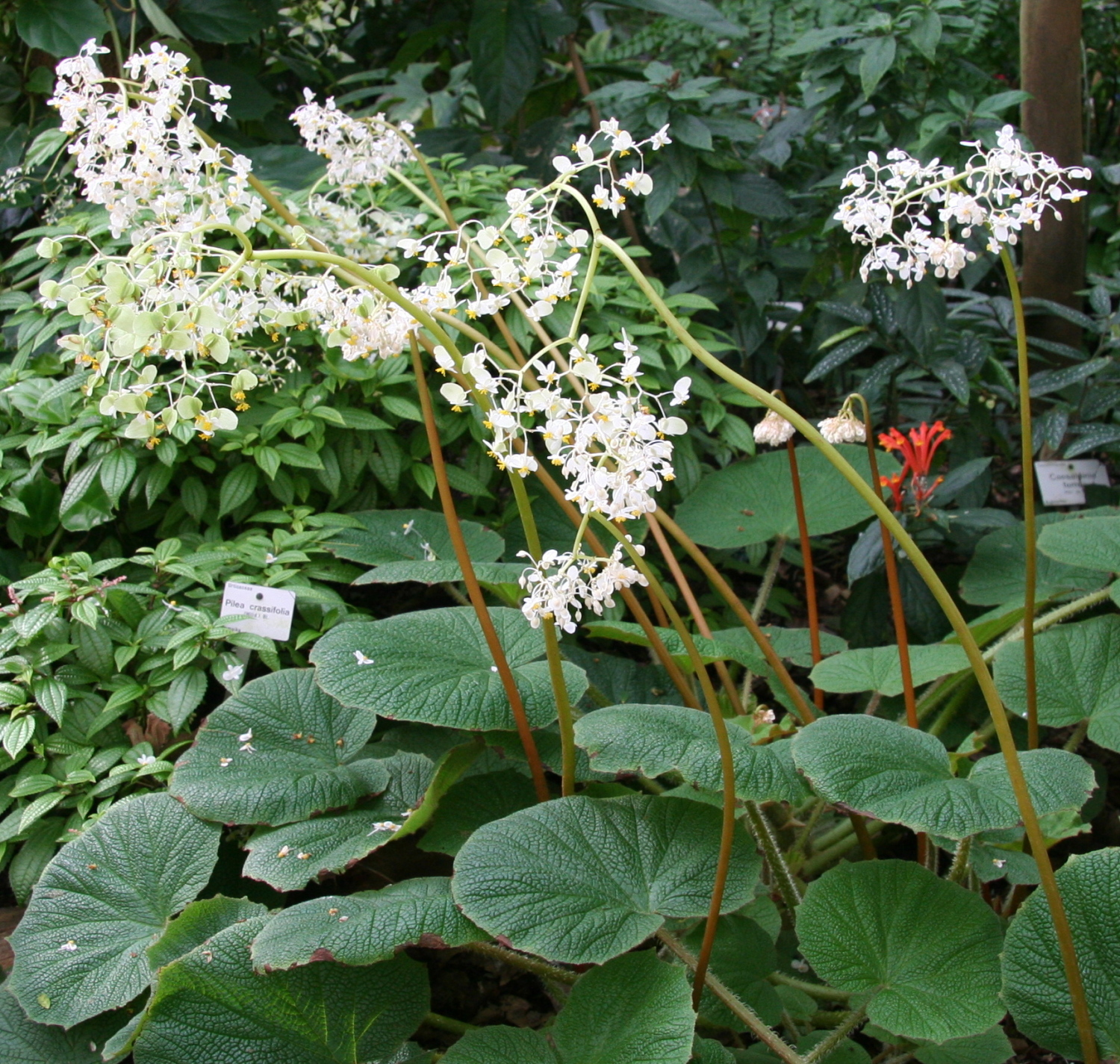
Inflorescences d'un spécimen de jardin botanique

## Répartition géographique
Cette espèce est endémique du sud-est du Brésil.

## Classification
L'espèce fait partie de la section Pritzelia du genre Begonia, famille des Begoniaceae.
; elle a été décrite en 1831 par le botaniste brésilien José Mariano da Conceição Velloso (1742-1811).
L'épithète spécifique, acida, signifie acide en latin et fait référence à l'acidité de son feuillage.
Publication originale : Florae Fluminensis Icones, edidit Domnus Frater Antonius de Arrabida. Parisiis. 10: t. 50. 1831 [1827 publ. 29 Oct 1831].